# Funzioni esecutive
Le funzioni esecutive sono un complesso sistema di moduli funzionali della mente, che regolano i processi di pianificazione, controllo e coordinazione del sistema cognitivo, e che governano l'attivazione e la modulazione di schemi e processi cognitivi.

## Funzioni
Fra le funzioni esecutive, troviamo:
- l'organizzazione delle azioni in sequenze gerarchiche di mete ed obiettivi;
- lo spostamento flessibile dell'attenzione sulle informazioni rilevate;
- l'attivazione di strategie appropriate e l'inibizione di risposte non adeguate.

L'impiego delle funzioni esecutive è indispensabile in tutti i tipi di problem solving, non solo in quelli più complicati ed astratti, come la soluzione di problemi matematici, ma anche nell'acquisizione delle abilità sociali. La comprensione delle persone (metacognizione) è una di queste, perché la sensibilità ad obiettivi, emozioni o desideri altrui richiede uno sganciamento dell'attenzione dai propri stati mentali interni.

## Localizzazione cerebrale
Si ritiene che le funzioni esecutive siano anatomicamente correlate a diverse aree della corteccia prefrontale, ed ai relativi circuiti cortico-sottocorticali associati:
- l'area prefrontale dorsolaterale sarebbe coinvolta particolarmente nella astrazione e pianificazione di azioni.
- l'area orbitofrontale sarebbe coinvolta nella regolazione delle emozioni e nei processi decisionali.
- l'area del cingolo anteriore (soprattutto nella parte dorsale) sarebbe coinvolta nel controllo della motivazione e degli stimoli interferenti.

## Patologie e sintomi
In alcune sindromi si riscontrano deficit delle funzioni esecutive, come ad esempio nell'autismo e nella dislessia; deficit esecutivi sono stati rilevati nella disturbo da deficit di attenzione/iperattività (ADHD), nella schizofrenia e nel disturbo della condotta. Si pensa che molti disturbi mentali siano associati a questo tipo di deficit, anche se in ogni disturbo è probabile che cambi il grado in cui ciascuna componente delle funzioni esecutive è coinvolta.
Deficit a carico delle funzioni esecutive possono manifestarsi in sintomi comportamentali come: sindrome da dipendenza ambientale, con comportamenti d'uso, cioè appena il soggetto nota un oggetto che è abituato a usare in una certa maniera, lo usa, anche se il contesto richiederebbe una inibizione di tale comportamento (per es. il soggetto si reca dal medico e non appena nota la finestra la apre, senza una ragione precisa), e comportamenti d'imitazione, cioè il soggetto imita spontaneamente i gesti di chi gli sta davanti; ipoattività, come apatia o anedonia (in cui la persona non mette in atto comportamenti che pure gli darebbero gratificazione (come attività legate al cibo o attività affettive); iperattività, cioè distraibilità, impulsività, disinibizione. In generale il comportamento può apparire disorganizzato.
Vi sono vari test cognitivi atti a valutare le funzioni cognitive, uno dei test attualmente più utilizzato è il Trail making test versione A e B).